# Waterbus Rotterdam-Drechtsteden

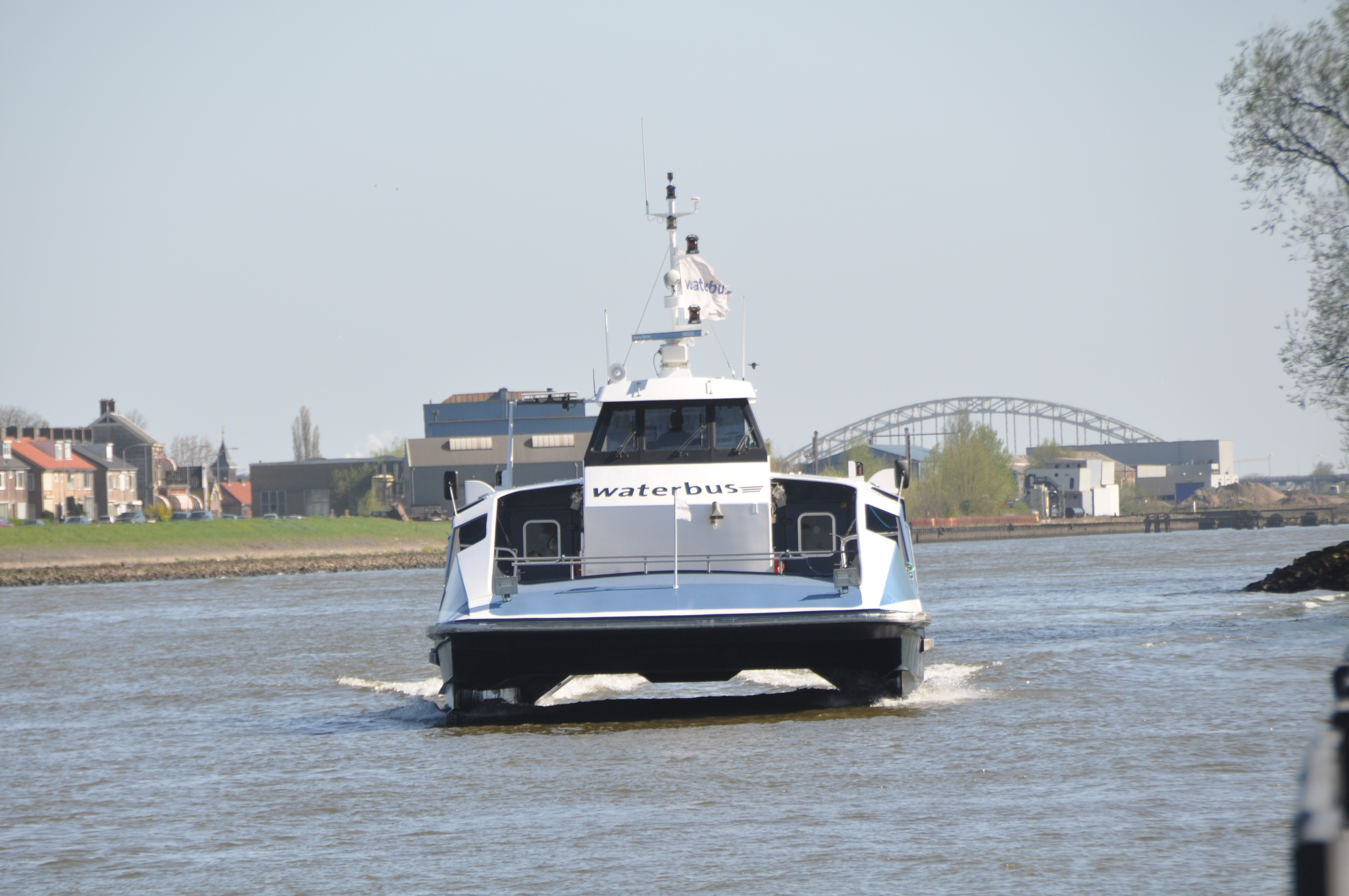
Un Waterbus à Rotterdam.

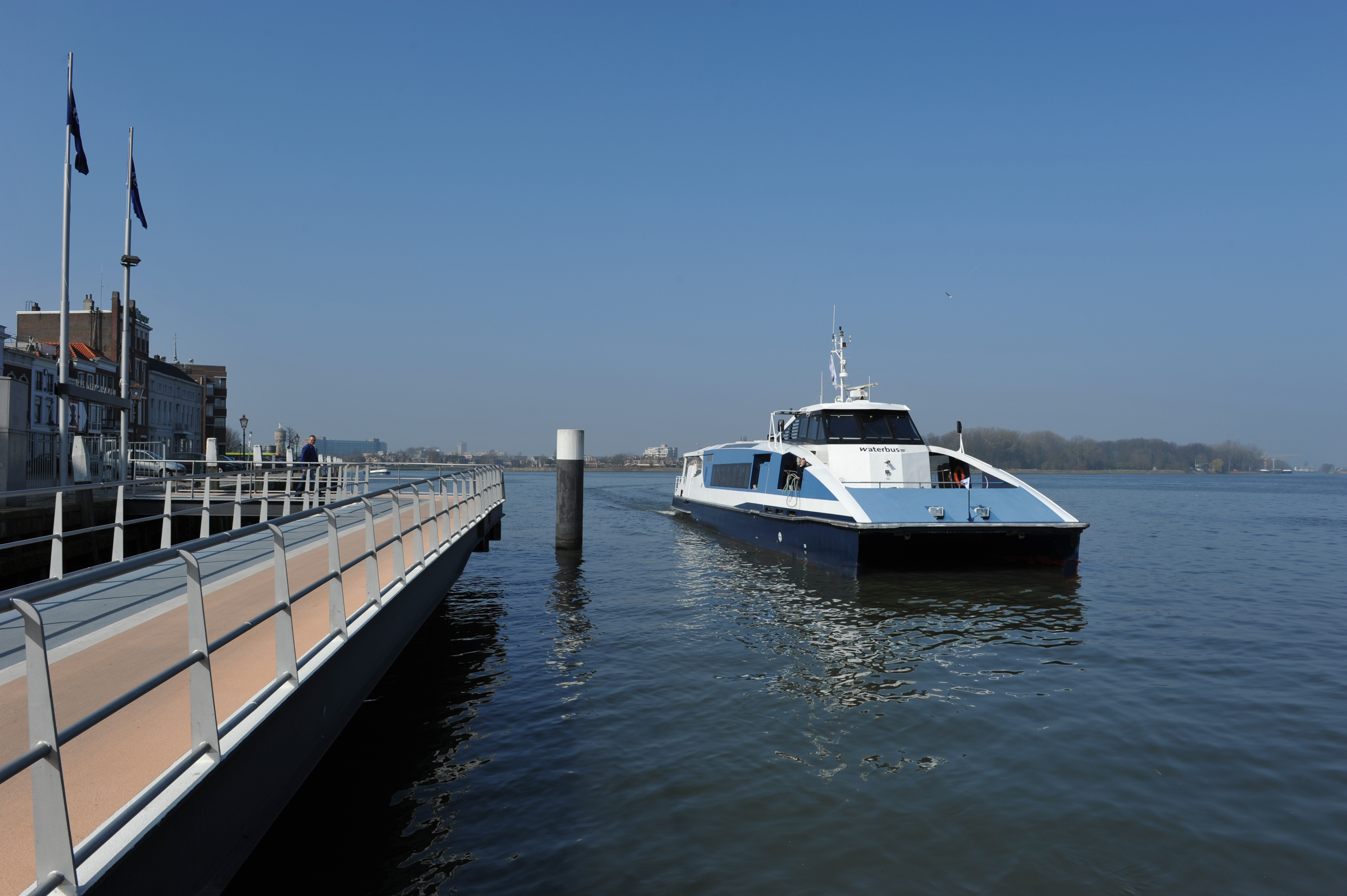
Un Waterbus proche du d'embarquement Merwekade, à Dordrecht.

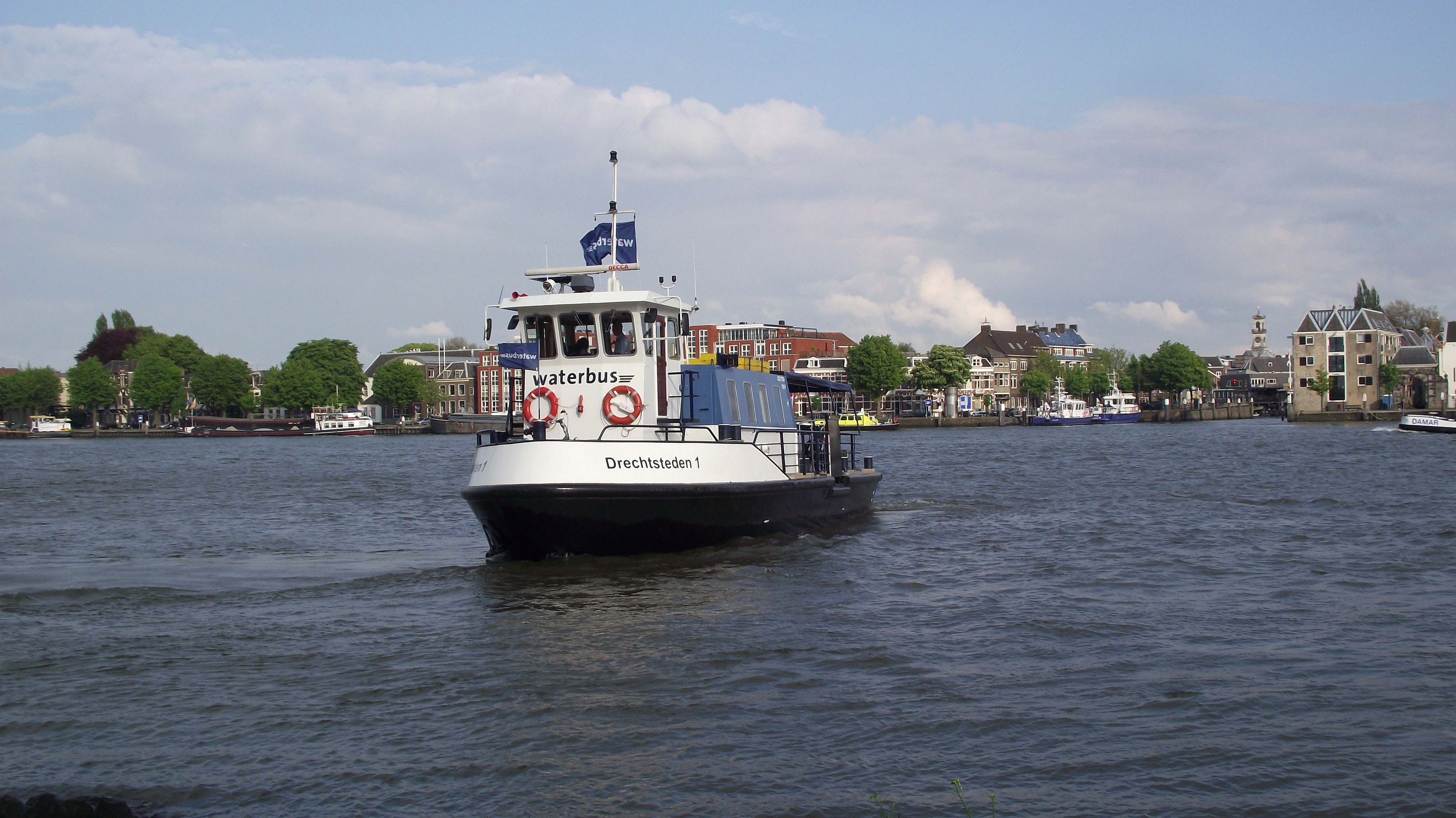
Ferry Local Dordrecht

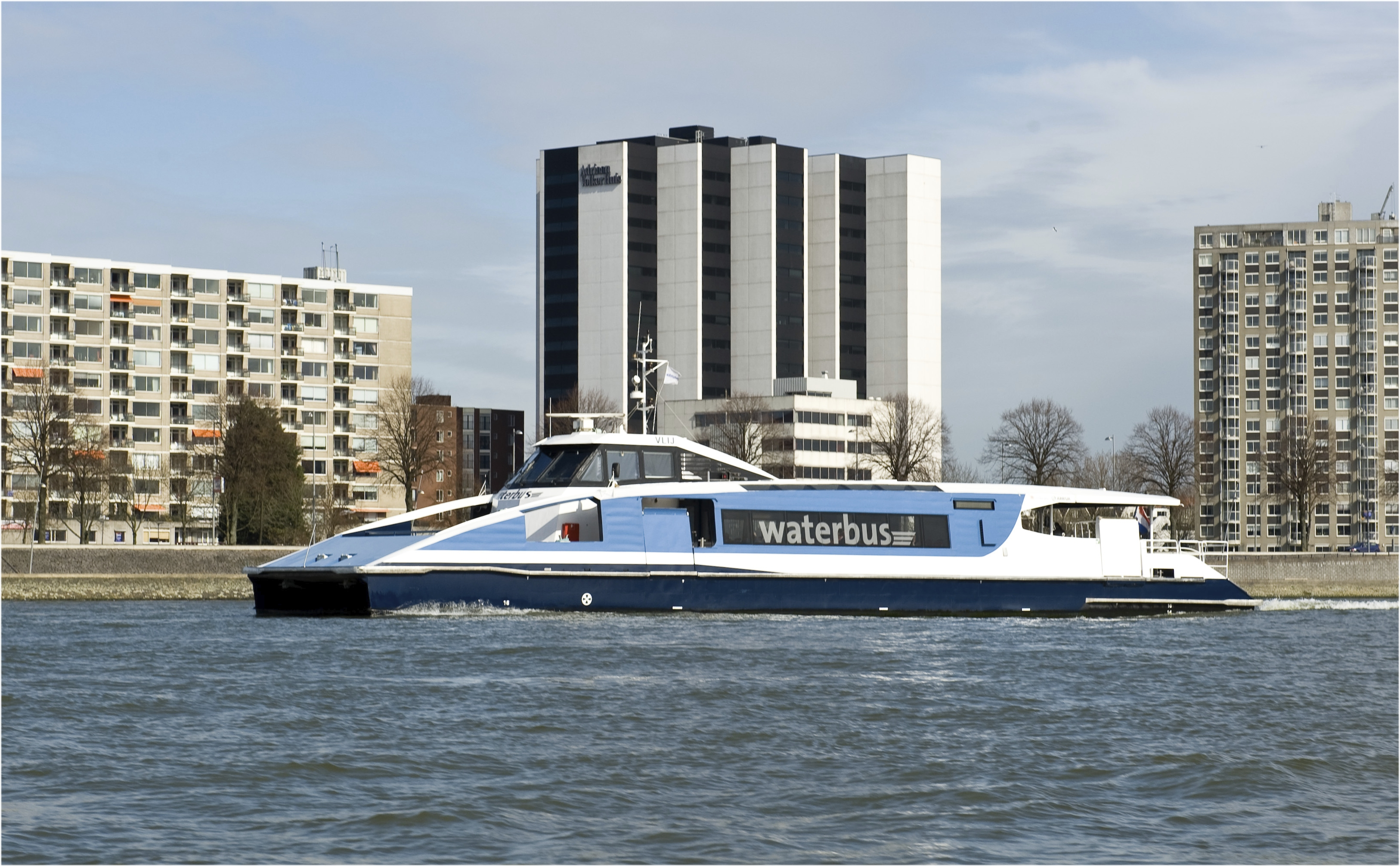
WaterbBus

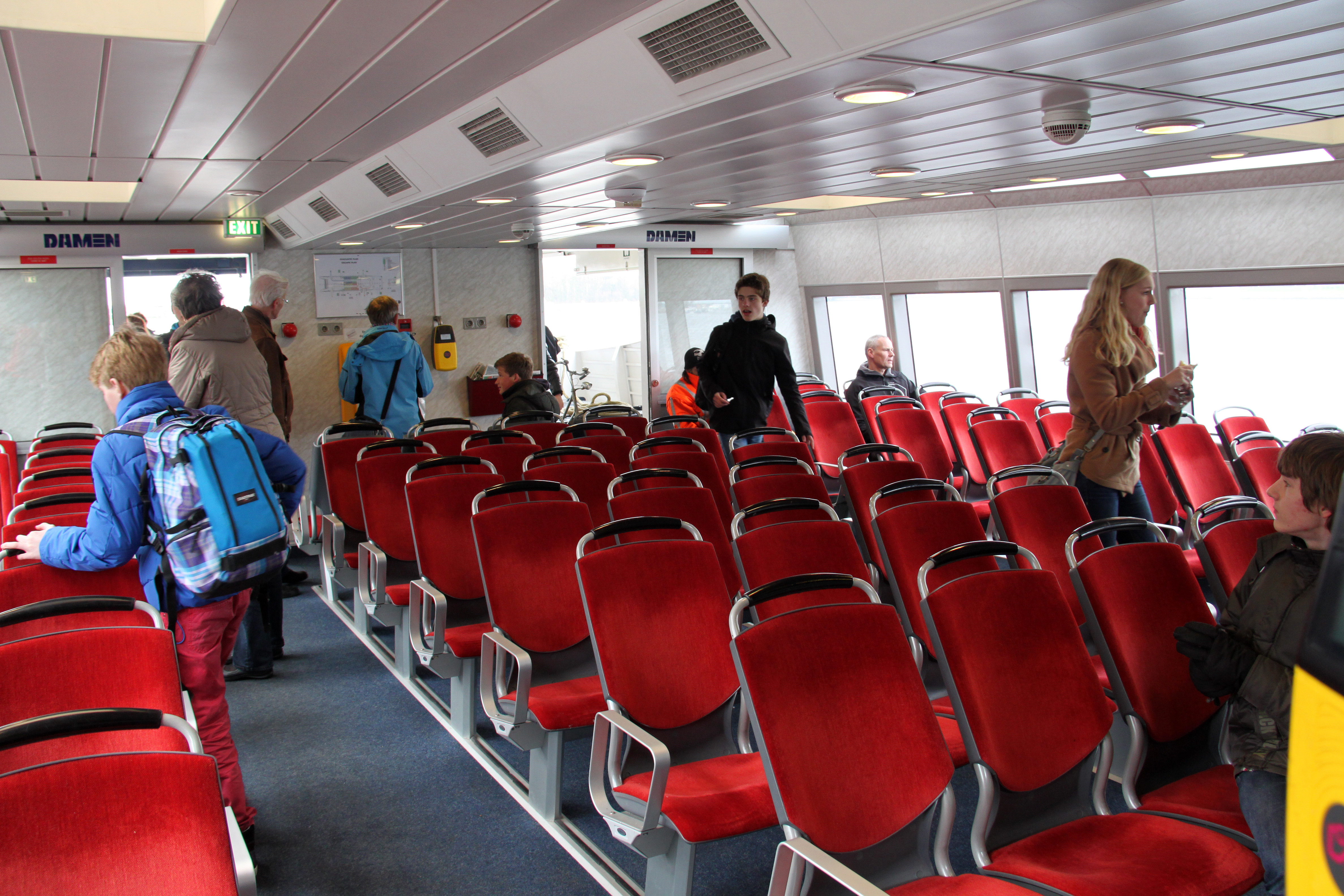
Intérieur d'un Waterbus.

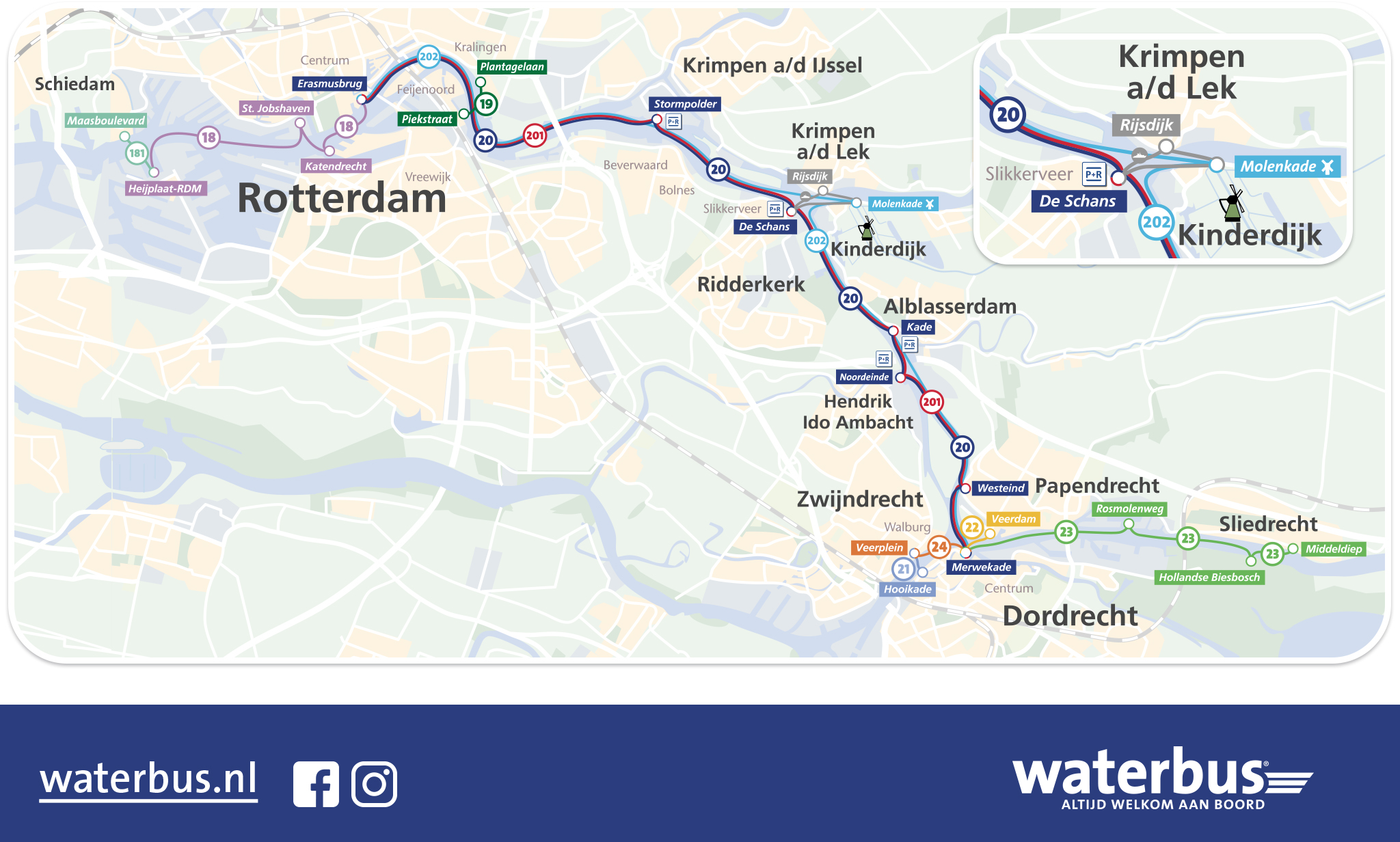
Carte des arrêts du Waterbus entre Rotterdam et Dordrecht.

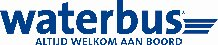
Logo

Le Waterbus Rotterdam-Drechtsteden est un ensemble de lignes de transport en commun assurés par des bateaux qui naviguent entre les villes néerlandaises de Rotterdam et Dordrecht, et à l'intérieur de la région de Drechtsteden. Elle dessert aussi le site touristique de Kinderdijk célèbre pour ses moulins à vent. 
Depuis le 1er janvier 2010, ce service est exploité par Aquabus BV, sous l'autorité des transports publics OV de la région Hollande-Méridionale. Elle est une coentreprise de Arriva et Royal Doeksen B. V.

## Histoire
Le Waterbus a démarré en novembre 1999, à l'origine sous le nom de Ferry Rapide (Fast Ferry), pour assurer la connexion entre Dordrecht et Rotterdam. En 2002, environ 1,15 million de passagers ont été transportés. En 2004, le Fast Ferry prend le nom de Waterbus.
En 2008, un essai avec un hydroglisseur allant de Rotterdam à Dordrecht indique que la distance peut être parcourue en 25 minutes sur l'eau. Un inconvénient est cependant que le bateau ne peut pas embarquer plus de 20 vélos. Or, la plupart des voyageurs intéressés par ce type de transport sont des cyclistes. En effet, à la plupart des arrêts, il y a peu ou pas de transport public assurant des liaisons terrestres.
Depuis le 3 février 2011, le Waterbus est accessible en utilisant la carte à puce OV-chipkaart qui est une carte personnelle utilisable dans tous les  transports publics aux Pays-Bas (métros, trains, trams). 
En 2012, sur la route Papendrecht-Dordrecht, le navire à voile Merwedam assure une liaison. Ce catamaran est entièrement en aluminium. Le poids plus léger de la coque offre un peu de résistance à l'eau, et des moteurs légers sont rendus nécessaires ; la consommation de carburant est ainsi réduite d'un tiers en moyenne.
Le 28 février 2014, un arrêt est ouvert pour la ligne 23, à l'arche de Noé (bateau-musée) de Dordtse. Le 14 avril de la même année, une ligne est ajoutée au réseau, la ligne 19. Elle relie les deux rives de la Nouvelle Meuse dans le centre de Rotterdam, entre la Plantagelaan et la Piekstraat. Elle est sous le contrôle de la Stadsregio Rotterdam, c'est pourquoi ces arrêts ne sont pas desservis par la ligne 20 (sous le contrôle de la province Sud-Hollande).

## Réseau
Le réseau de Waterbus est constitué d'une ligne principale entre Rotterdam et Dordrecht (ligne 20), quelques ferries dans la zone plus rurale de  Drechtsteden (lignes 21 à 24) et d'un service traversier à l'intérieur de Rotterdam (ligne 19).

### Rotterdam Pont Erasme - Dordrecht Merwekade
| 20 | Arrêt       | Ville               | Localisation                      | Connections                                                    |
| -- | ----------- | ------------------- | --------------------------------- | -------------------------------------------------------------- |
| •  | Erasmusbrug | Rotterdam           | 51° 54′ 31,97″ N, 4° 28′ 56,64″ E | Tram 7 , Aqualiner Metro D E, Tram 20 23 25 (halte Leuvehaven) |
| •  | Stormpolder | Krimpen a/d IJssel  | 51° 54′ 16,56″ N, 4° 34′ 28,2″ E  | Bus 96                                                         |
| •  | De Schans   | Ridderkerk          | 51° 53′ 12,8″ N, 4° 37′ 10,56″ E  | Bus 601, Driehoeksveer                                         |
| •  | Kade        | Alblasserdam        | 51° 51′ 43,92″ N, 4° 39′ 02,52″ E |                                                                |
| •  | Noordeinde  | Hendrik-Ido-Ambacht | 51° 51′ 17,75″ N, 4° 39′ 14,76″ E |                                                                |
| •  | Westeind    | Papendrecht         | 51° 50′ 01,68″ N, 4° 40′ 23,16″ E |                                                                |
| •  | Merwekade   | Dordrecht           | 51° 49′ 10,09″ N, 4° 40′ 30,36″ E | Waterbus 22 23 24 , Buslijn 10 (Citybus)                       |

Durant la semaine, les bateaux passent toutes les demi-heures ; durant les weekends, les bateaux passent une ou deux fois par heure. La connexion  Rotterdam-Dordrecht dure environ une heure. 

#### Ligne 201
En dehors des mois d'été, des services supplémentaires sont assurés aux heures de pointe, par la ligne express 201 qui ne dessert pas les arrêts Hendrik Ido Ambacht et Papendrecht.

### Driehoeksveer

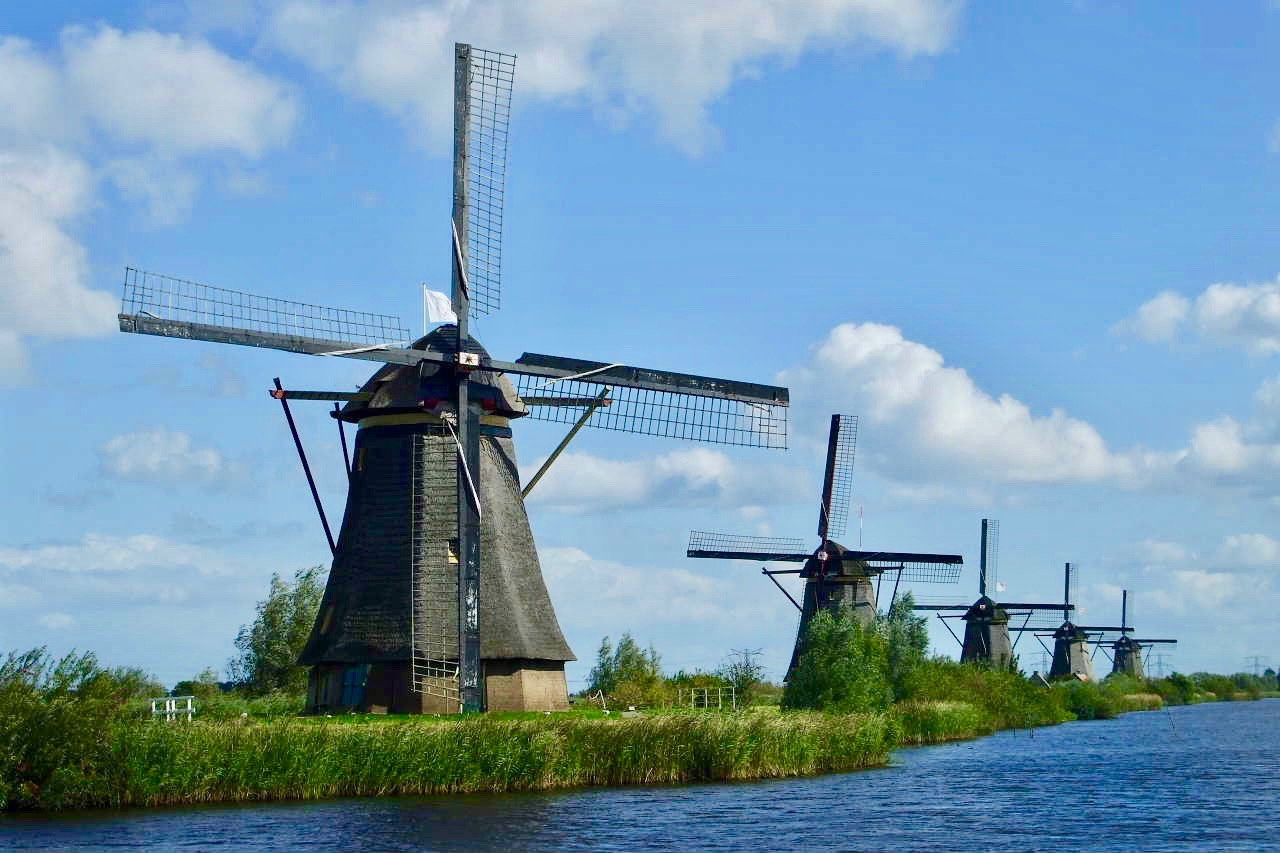
Kinderdijk

Ce moyen de transport pour vélo, scooter et piétons ne fait pas officiellement partie du Waterbus, et n'a pas de numéro de ligne, mais il est indiqué sur la carte. Il assure une liaison quotidienne avec la ligne 20 sur le Transferium. Il passe de la transferium Ridderkerk à Krimpen aan de Lek sur les rivières Nouvelle Meuse, puis Noord et le Lek pour arriver au site touristique de Kinderdijk célèbre pour ses moulins.

#### Ligne 202
Du 1er mai au 30 septembre, pendant les heures creuses, quatre fois par jour toutes les 2 heures, un waterbus direct, la ligne 202, assure une liaison de Rotterdam (du pont Erasmus) à Dordrecht (arrêt Merwekade) avec un détour permettant un arrêt à Kinderdijk.

### Région de Drechtsteden
Dans le Drechtsteden, quatre lignes fonctionnent :
- Ligne 21 Dordrecht Hooikade – Zwijndrecht Veerplein: 4 services par heure.
- Ligne 22 Dordrecht Merwekade – Papendrecht Veerdam : 4× par heure.
- Ligne 23 Dordrecht Merwekade – Sliedrecht Moyen : 1× par heure.
- Ligne 24 Dordrecht Merwekade - Zwijndrecht Veerplein: 1× par heure.

Les itinéraires des lignes sont comme suit: (d'ouest en est)
| 21 | 22 | 23 | 24 | Arrêt                 | Localité    | Localisation                      | Connexions                         |
| -- | -- | -- | -- | --------------------- | ----------- | --------------------------------- | ---------------------------------- |
| •  | •  | •  | •  | Hooikade              | Dordrecht   | 51° 48′ 53,78″ N, 4° 39′ 29,52″ E | Ligne 10 (Citybus, op loopafstand) |
| •  | •  | •  | •  | Veerplein             | Zwijndrecht | 51° 49′ 03,65″ N, 4° 39′ 28,44″ E |                                    |
| •  | •  | •  | •  | Merwekade             | Dordrecht   | 51° 49′ 10,09″ N, 4° 40′ 30,36″ E | 20 Ligne 10 (Citybus)              |
| •  | •  | •  | •  | Veerdam               | Papendrecht | 51° 49′ 19,6″ N, 4° 40′ 57″ E     | Ligne 702 (bus, 1× per dag)        |
| •  | •  | •  | •  | Ark van Noach         | Dordrecht   | 51° 48′ 53,6″ N, 4° 45′ 59,4″ E   | Lignes 4, 14, 15 en 801-(belbus)   |
| •  | •  | •  | •  | Oosteind              | Papendrecht | 51° 49′ 27,12″ N, 4° 43′ 14,88″ E |                                    |
| •  | •  | •  | •  | Hollandsche Biesbosch | Dordrecht   | 51° 48′ 53,6″ N, 4° 45′ 59,4″ E   | Lijn 801 (belbus)                  |
| •  | •  | •  | •  | Middeldiep            | Sliedrecht  | 51° 49′ 03,18″ N, 4° 46′ 38,28″ E | Lijn 77                            |

### Waterbus Rotterdam
| 18 | Arrêt                                                   | Place     | Emplacement | Connexions |
| -- | ------------------------------------------------------- | --------- | ----------- | ---------- |
| •  | Pont Erasmus/Willemsplein, Katendrecht, Saint-Jobshaven | Rotterdam | tram 7      |            |
| •  | RDM Campus                                              | Rotterdam | bus 68      |            |

### Pont Rotterdam
| 19 | Arrêt        | Place     | Emplacement            | Connexions |
| -- | ------------ | --------- | ---------------------- | ---------- |
| •  | Plantagelaan | Rotterdam | tram 21 et 24 (marche) |            |
| •  | Piekstraat   | Rotterdam | bus 32 (marche)        |            |

## Voyages
Pour payer le voyage, il est possible d'acheter des billets à bord ou d'utiliser la OV-chipkaart. Le transport de vélo est gratuit, mais les vélos ne sont autorisés à bord que s'il reste suffisamment de place. Il y a 2 membres du personnel à bord.

## Flotte
Dans le calendrier régulier du lundi au vendredi, quatre navires assurent les liaisons entre Dordrecht (Merwekade) et Rotterdam. Sont présents à bord le conducteur et un steward qui contrôle les billets et informe les passagers. 
| Photographie                                                                 | Nom            | Date fabrication | Fabricant                     | Date fin de service           | Capacité                           |
| ---------------------------------------------------------------------------- | -------------- | ---------------- | ----------------------------- | ----------------------------- | ---------------------------------- |
|                                                                              | Devel          | 1999             | Bayards, Damen                |                               | 130 personnes                      |
|                                                                              | Drechtsteden 1 | 1986             | Jac. den Breeijen Hardinxveld |                               | 100 personnes                      |
|                                                                              | Rietbaan       | 1999             | Bayards, Damen                | 2014 remplacé par le Smiltyne | 130 personnes                      |
|                                                                              | Alblas         | 1999             | Bayards, Damen                |                               | 130 personnes                      |
|                                                                              | Wantij         | 1999             | Bayards, Damen                |                               | 130 personnes                      |
|                                                                              | Merwedam       | 2012             |                               |                               | 200 personnes, 80 vélos            |
|                                                                              | Schie          | 2005             |                               |                               | 132 personnes                      |
|                                                                              | Vlij           | 2004             |                               |                               | 132 personnes                      |
|                                                                              | Witte de With  | 1999             | NQEA Australia                |                               | 155 personnes (plus 25 si enfants) |
|                                                                              | Piet Hein      | 1999             | NQEA Australia                |                               | 155 personnes (plus 25 si enfants) |
| Note : cette liste est incomplète : 15 waterbus sont en circulation en 2014. |                |                  |                               |                               |                                    |

## Histoire des accidents
Dans l'histoire de l'Autobus certains accidents se sont produits :
- Le 3 septembre 2006 , quinze personnes ont été blessées lorsque le bus est entré en collision avec le quai à Krimpen aan den IJssel.
- Le 23 août 2010 un waterbus est entré en collision avec un cargo sur la Beneden-Merwede. Une femme a été blessée.
- Le 21 mars 2011 un feu s'est déclaré sur l'un des bateaux. Les passagers n'ont pas été blessés et ont été évacués par taxi fluvial (watertaxi).